# Волчковы
Волчковы — древний русский дворянский род,
Ведёт начало от Фаддея Волчкова, по прозвищу Тавриза (Тевриз), жившего во второй половине XVI и в начале XVII веков.
Потомство его старшего сына Семёна (1623—1653), помещика Юрьевского и Переяславль-Залесского уездов, жалован поместьями (1622—1629), записаны в VI части родословных книг Московской и Владимирской губерний.
Потомство младшего сына, стряпчего и московского дворянина Фёдора Фаддеевича Волчкова, за службу в войну с Польшей пожалован вотчиной в Юрьевском уезде, записаны в VI части родословных книг Орловской и Курской губерний.
Фамилии Волчковых многие служили Российскому Престолу дворянские службы в разных чинах и жалованы были от Государей (1665) других годах поместьями. Все сие доказывается справкой разрядного архива.

## История рода
Василий Плохой и Фёдор Лукьяновы вольноотпущенники князей Патрикеевых (1498).
Андрей Волчков служил в детях боярских по Медыни (1586), вероятно что его сын Василий вёрстан новичным окладом по Медыни (1628). Муромец Григорий Васильевич пропал без вести (1592). Иван Васильевич показан по Мурому в не служащих новиках (1597).
Фёдор Фадеевич стряпчий Сытного дворца, получил жалованную грамоту на вотчину в Юрьевском уезде (1672), московский дворянин (1676).
Шесть представителей рода владели населёнными имениями (1699).

## Версия происхождения рода
Источники показывает гораздо более древнее происхождение рода. Н. М. Карамзин, со ссылкой на Московскую летопись, и Дела Польского двора упоминает Литовского посла в Москве накануне Ливонской войны (1558) Виленского конюшего Яна Юрьевича Волчкова.
После Люблинской Унии (1569) с последовавшей за ней «полонизацией» и Ливонской войны (1583), упоминания о дворянах Волчковых из польско-литовских источников исчезают, но к концу XVI века Волчковы появляются в Московском (Российском) государстве.
Более правильно возводить род Волчковых от киевского воеводы по прозвищу Волчий Хвост, воеводы князя Святополка (1016), бежавшего в Польшу к своему тестю, Болеславу Храброму, его воевода, вероятно, мог последовать за ним.

## Описание гербов

### Герб Волчковых 1785 г.
В Гербовнике Анисима Титовича Князева 1785 года имеется изображение печати с гербом Афанасия (отчество неизвестно) Волчкова: в белом поле щита изображено, вертикально, копьё, остриём вверх. На копье положены: горизонтально, серая стрела, остриём вправо и накрест две серые стрелы с красным и зелёным оперением, остриём вверх. У острия копья повязана красная лента, которая хвостом ленты связывает копьё и стрелы в середине. Щит увенчан дворянской короной (дворянский шлем отсутствует). Из короны вниз выходит намёт, цветовая гамма которого не определена. Вокруг щита две пальмовые ветви, которые соединены под щитом и на место пересечения положено сердце.

### Герб. Часть IV. № 124
Герб рода Волчковых представляет собой щит, рассечённый тричастно по горизонтали. В верхней части в серебряном поле изображены корона и знамя; в средней — в червлёном поле три серебряные стрелы, положенные крестообразно остроконечием средняя вверх, а крайняя вниз; в нижней части в золотом поле яблоко с ветвью. Щит увенчан обыкновенным дворянским шлемом с дворянской на нём короной и тремя страусовыми перьями навершии. Намёт на щите золотой, подложенный красным.
Герб рода Волчковых внесён в Часть 4 Общего гербовника дворянских родов Всероссийской империи, стр. 124.

## Известные представители
- Волчковы: Дмитрий Петрович, Иван Васильевич, Иван Данилович, Павел и Семен Меньшово, Иван Афанасьевич — московские дворяне (1627-1629).
- Волчковы: Иван Иванович (большой), Никита Иванович — стольники патриарха Филарета (1627-1629).
- Волчков Фёдор Васильевич — стольник (1627), окольничий (1636)[5].
- Волчков Павел Иванович — кравчий (1640).
- Волчков Семён Фадеевич — стряпчий Сытного дворца (1653).
- Волчковы: Иван Михайлович, Иван Яковлевич — стольники царицы Натальи Кирилловны (1676), комнатные стольники (1680).
- Волчков Яков Семенович — стольник (1658), окольничий (1677).
- Волчков Иван Александрович — стольник (1680).
- Волчковы: Иван Петрович, Петр Артемьевич, Федор Яковлевич — стольники (1692)[5].
- Волчков Михаил Семёнович — стряпчий, воевода в Мангазее и Туруханске (1693)[6].